# North Benfleet
North Benfleet is een plaats in het Engelse graafschap Essex. Het maakt deel uit van de civil parish Bowers Gifford and North Benfleet. In 1870-72 telde het toen nog zelfstandige dorp 285 inwoners. De dorpskerk werd gebouwd in de dertiende eeuw, herbouwd in de zeventiende en gerestaureerd in de negentiende. Het gebouw heeft een vermelding op de Britse monumentenlijst.